# Johann Friedrich Karcher

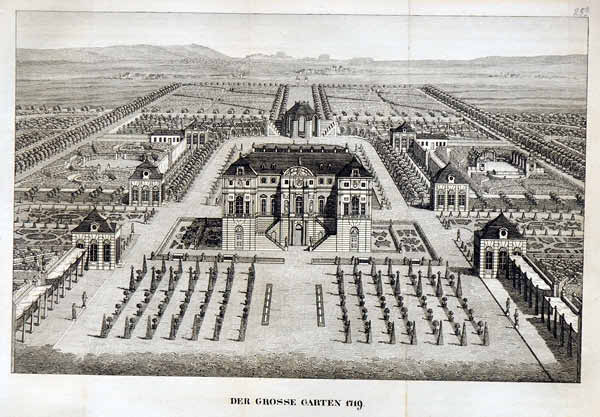
Palazzo del Principe Giorgio a Dresda nel 1719

Johann Friedrich Karcher (Dresda, 8 settembre 1650 – Dresda, 9 febbraio 1726) è stato un architetto tedesco del paesaggio dell'Principato Elettorale di Sassonia. il primo ad importare in Germania il classico stile del giardino giardino alla francese di Le Nôtre.

## Biografia
Karcher fece il suo apprendistato con Wolf Caspar von Klengel e poi divenne capo giardiniere alla corte di Giovanni Giorgio II di Sassonia. Insieme a Johann Georg Starcke, curò i giardini del Palais im Großen Garten, (letteralmente: Palazzo del Grande Giardino, chiamato anche Palazzo del Principe Giorgio), un castello di piacere situato a Dresda, costruito per la corte di Sassonia nel 1680. Progettò un parco in stile francese, nel 1684, con vicoli rettilinei e arredi barocchi. Starcke costruì padiglioni nel parco secondo le istruzioni di Karcher tra il 1684 e il 1694. Lo sviluppo del parco entrò quindi in un periodo di stagnazione e fu solo con il regno di Augusto il Forte che le direttive di Karcher furono pienamente seguite.
Nel 1682 Karcher elaborò anche i progetti del piccolo giardino di delizie dello Zwinger con il suo allievo Pöppelmann. Nel 1693 intraprese un viaggio in Italia riportando nuovi progetti, e nel 1698 si recò a Parigi per un viaggio di studio. Fu nominato secondo capo giardiniere alla corte polacca, nel 1699, e primo capo giardiniere di Dresda nel 1706, fino al 1718. Si fece conoscere come il nuovo vitruviano. Partecipò quindi alla ristrutturazione di Dresda che, da città rinascimentale, divenne città barocca. Questi enormi progetti dureranno per diversi decenni.
Karcher si recò di nuovo a Parigi e Versailles nel 1714. Riportò l'idea di nuovi bacini, vicoli e labirinti, oltre a boschetti e aiuole che traspose a Dresda, in particolare nel palazzo olandese (in seguito ribattezzato Palazzo giapponese), dove costruì giardini terrazzati. Alla fine della sua vita costruì anche il parco del castello di Joachimstein, vicino a Görlitz, e quello del castello di Neschwitz, per il duca Federico Luigi di Württemberg-Winnental.
Pöppelmann gli succedette come architetto di corte.
Il suo monumento funebre si trova nella chiesa evangelica di Leubnitz-Neuostra, che restaurò nel 1720.